# Dwayne Didon
Dwayne Benjamin Didon (11 settembre 1994) è un ex nuotatore seychellese, specializzato nello stile libero.

## Biografia
Rappresentò il Seychelles ai Giochi olimpici estivi di Pechino 2008, dove ottenne l'85º tempo nelle batterie dei 50 m stile libero e fu eliminato.